# Arben
Arben  è un nome proprio di persona albanese maschile.

## Varianti
- Femminili: Arbana[1]

## Origine e diffusione
Riprende il termine albanese Arbën che significa proprio "albanese".

## Onomastico
Il nome non è portato da alcun santo, quindi è adespota; l'onomastico si può eventualmente festeggiare il 1º novembre in occasione di Ognissanti.

## Persone

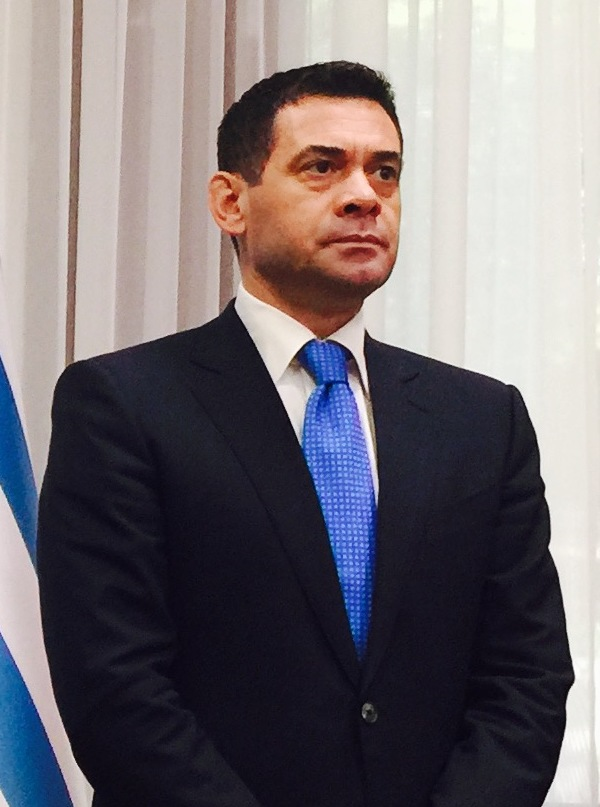
Arben Ahmetaj

- Arben Ahmetaj, politico albanese
- Arben Akış, attore turco
- Arben Bajraktaraj, attore kosovaro
- Arben Makaj, velocista albanese
- Arben Vila, calciatore albanese